# Colite microscopica
La locuzione colite microscopica identifica due entità clinico-patologiche facenti parte delle malattie infiammatorie croniche intestinali e caratterizzate da diarrea cronica: la colite collagenosica e la colite linfocitica. Per definire queste due entità occorre soddisfare i seguenti criteri:
1. Diarrea acquosa
2. Normale o non rilevante quadro coloscopico
3. Caratteristiche alterazioni istopatologiche.

## Anatomia patologica
La valutazione macroscopica mediante pancoloscopia dimostra una normale o non patologicamente rilevante architettura della superficie colica. In questo senso, la diagnosi viene posta mediante biopsie seriate della superficie colica, in grado di dimostrare un precipuo infiltrato linfocitico intraepiteliale o sottomucoso nel caso della colite linfocitica o la presenza di fibre di collagene e linfociti nella colite collagenosica.

## Profilo clinico
Le coliti microscopiche colpiscono più frequentemente (ma non esclusivamente) giovani donne e si associano spesso a quadri sindromici autoimmuni quali la sindrome di Sjögren, alcune forme di artrite e la celiachia. Il quadro clinico si caratterizza per abbondante diarrea e sintomi e segni associati ad essa come dolori crampiformi peristaltici, sindromi da malassorbimento, astenia e disionie.
È stato inoltre dimostrato un significativo aumento dell'incidenza di coliti microscopiche nei soggetti che utilizzano cronicamente alcuni farmaci quali i FANS e gli inibitori di pompa protonica. farmaci questi che alterano profondamente il microbioma dell'individuo.

## Terapia
La terapia delle coliti microscopiche richiede l'associazione di agenti anti diarroici quali preparati a base di caolino o loperamide con farmaci anti-infiammatori quali la mesalazina o la budesonide

## Prognosi
Le coliti microscopiche sono malattie benigne e con gli opportuni accorgimenti terapeutici la maggior parte dei pazienti va incontro alla completa risoluzione sintomatologica con normalizzazione del quadro istopatologico.